# Parti démocratique morave
Le Parti démocratique morave (en tchèque : Moravská demokratická strana - MoDS) est un parti politique tchèque qui représente les intérêts des Moraves (Moravie). Ce parti membre observateur de l'Alliance libre européenne est basé à Brno. Son président était Ivan Dřímal. Il n'a aucune représentation parlementaire et semble ne plus être actif ("zrušená").
Il a fusionné dans Moravané.